# Vertain
 Vertain  é uma localidade e comuna francesa, na região de Altos da França, departamento de Norte, no distrito de Cambrai e cantão de Solesmes.

## Demografia
| 1962 | 1968 | 1975 | 1982 | 1990 | 1999 |
| ---- | ---- | ---- | ---- | ---- | ---- |
| 603  | 587  | 493  | 520  | 525  | 515  |